# ジャック・ダレシャン

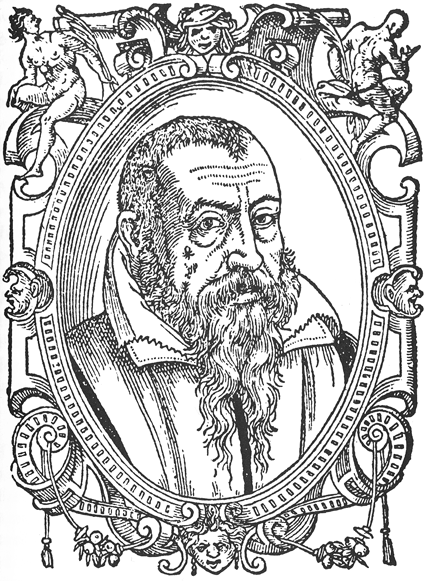
Jacques Daléchamps

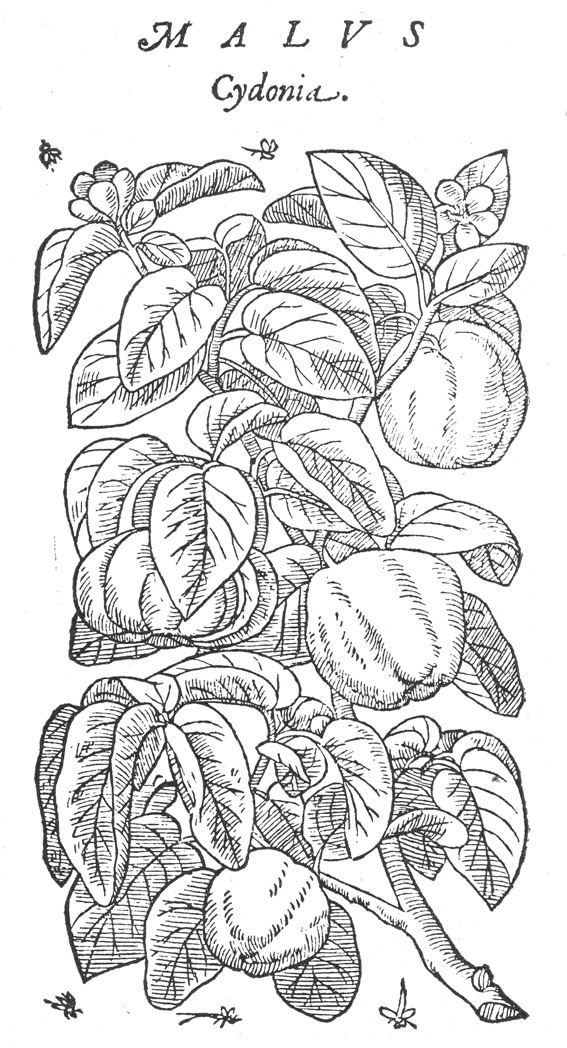
Historia generalis Plantarumの図版

ジャック・ダレシャン（Jacques Daléchamps または D'Aléchamps、1513年 - 1588年3月1日）は、フランスの医師、植物学者、言語学者、博物学者である。『一般植物誌』"Historia generalis plantarum"で知られる。

## 生涯
カーンに生まれた。モンペリエの大学でギヨーム・ロンドレに学んで1547年に学位を得た。グルノーブル、ヴァランスで過ごした後、1552年にリヨンに移り、終生、オテルデュー（Hôtel-Dieu：無料医療施設）の医師として働いた。
主著『一般植物誌』（「植物栽培の歴史」とも）"Historia generalis plantarum"は当時の植物学の知識を集成したもので1586年から1587年にリヨンで出版された。「リヨン地域の植物誌」"Historia plantarum Lugdunensis"とも呼ばれたが、それはリヨン近郊の植物が記載されたからである。著者名はダレシャンだけになっているが、ジャン・ボアン（Jean Bauhin） と ジャン・デ・ムーラン（Jean Des Moulins）も執筆したと考えられている。2731種の植物図が記載された。
1570年に『フランスの外科学』"Chirurgie françoise"を著し、1572年にはガレノスの著書をフランス語に翻訳した。古代ローマの博物学者、大プリニウスらの著書も翻訳した。
トウダイグサ科の、属名などに命名されている。

## 著書
- Historia generalis plantarum, in libros XVIII per certas classes artificiose digesta (Lugduni, 1586, 1587)
  - Histoire générale des plantes: versio Francogallica a Ioanne Des Moulins confecta (Lugduni, 1615)
- Chirurgie françoise recueillie par M. Iaques Dalechamps (Lugduni: Guillaume Rouille, 1570, 1573. Reimpressa Lutetiae, 1610)